# Jéssica Bouzas Maneiro
| jaar | rang enkelspel | rang dubbelspel |
| ---- | -------------- | --------------- |
| 2020 | 932            | –               |
| 2021 | 352            | 783             |
| 2022 | 206            | 229             |
| 2023 | 152            | 687             |
| 2024 | 55             | 1447            |

Dit is een Spaanse naam; Bouzas is de vadernaam en Maneiro is de moedernaam.
Jéssica Bouzas Maneiro (Vilagarcía de Arousa, 24 september 2002) is een tennisspeelster uit Spanje. Bouzas Maneiro speelt rechtshandig en heeft een tweehandige backhand. Zij is actief in het internationale tennis sinds 2019.

## Loopbaan

### Enkelspel
Bouzas Maneiro debuteerde in 2019 op het ITF-toernooi van Ceuta (Spanje). Zij stond in 2020 voor het eerst in een finale, op het ITF-toernooi van Madrid (Spanje) – zij verloor van de Zwitserse Conny Perrin. In 2021 veroverde Bouzas Maneiro haar eerste titel, op het ITF-toernooi van Caïro (Egypte), door de Slowaakse Chantal Škamlová te verslaan. Tot op heden(juli 2025) won zij elf ITF-titels, de meest recente in 2024 in Morelia (Mexico).
In 2023 speelde Bouzas Maneiro voor het eerst op een WTA-hoofdtoernooi, op het toernooi van La Bisbal d'Empordà. Een week later bereikte zij op het WTA-toernooi van Valencia de kwartfinale, door onder meer het tweede reekshoofd Julia Grabher uit te schakelen. In juli kwalificeerde zij zich voor Wimbledon, waar zij haar grandslamdebuut had. De week erna won zij haar negende ITF-titel. Op de wereldranglijst kwam zij daarmee binnen op de top 150.
Zij stond in 2024 voor het eerst in een WTA-finale, op het toernooi van Antalya – hier veroverde zij haar eerste titel, door de Roemeense Irina-Camelia Begu te verslaan. In april trad zij toe tot de top 100 van de wereldranglijst.
Op Wimbledon 2025 bereikte Bouzas Maneiro de vierde ronde. Door dit resultaat haakte zij nipt aan bij de mondiale top 50.
Haar hoogste notering op de WTA-ranglijst is de 40e plaats, die zij bereikte in augustus 2025.

### Dubbelspel
Bouzas Maneiro was in het dubbelspel minder actief dan in het enkelspel. Zij debuteerde in 2018 op het ITF-toernooi van Hammamet (Tunesië), samen met de Algerijnse Houria Boukholda. Zij stond in 2021 voor het eerst in een finale, op het ITF-toernooi van Antalya (Turkije), geflankeerd door de Nederlandse Lexie Stevens – zij verloren van het duo Mariana Dražić en Oana Georgeta Simion. In 2022 veroverde Bouzas Maneiro haar eerste titel, op het ITF-toernooi van Oeiras (Portugal), samen met de Spaanse Guiomar Maristany, door het Portugese duo Francisca Jorge en Matilde Jorge te verslaan. Tot op heden(juli 2025) won zij vier ITF-titels, de meest recente in 2022 in Marbella (Spanje).
In 2023 speelde Bouzas Maneiro voor het eerst op een WTA-hoofdtoernooi, op het toernooi van Valencia, samen met de Spaanse Guiomar Maristany – zij kregen een walk-over voor de eerste ronde, maar verloren hun openingspartij in de halve finale.
Op het Australian Open 2025 had zij haar grandslamdebuut, samen met landgenote Yvonne Cavallé Reimers.

### Tennis in teamverband
In de periode 2024–2025 maakte Bouzas Maneiro deel uit van het Spaanse Fed Cup-team – zij vergaarde daar een winst/verlies-balans van 2–0.

## Resultaten grandslamtoernooien
| Legenda | Legenda                          |
| ------- | -------------------------------- |
| g.t.    | geen toernooi gehouden           |
| l.c.    | lagere categorie                 |
| –       | niet deelgenomen                 |
| G       | uitgeschakeld in de groepsfase   |
| 1R      | uitgeschakeld in de eerste ronde |
| 2R      | uitgeschakeld in de tweede ronde |
| 3R      | uitgeschakeld in de derde ronde  |
| 4R      | uitgeschakeld in de vierde ronde |
| KF      | uitgeschakeld in de kwartfinale  |
| HF      | uitgeschakeld in de halve finale |
| F       | de finale verloren               |
| W       | het toernooi gewonnen            |
| w-v     | winst/verlies-balans             |

### Enkelspel
| toernooi        | 2023 | 2024 | 2025 |
| --------------- | ---- | ---- | ---- |
| Australian Open | –    | –    | 2R   |
| Roland Garros   | –    | 1R   | 3R   |
| Wimbledon       | 1R   | 3R   | 4R   |
| US Open         | –    | 3R   |      |

### Vrouwendubbelspel
| toernooi        | 2025 |
| --------------- | ---- |
| Australian Open | 1R   |
| Roland Garros   | 1R   |
| Wimbledon       | 1R   |
| US Open         |      |

## Palmares
| Legenda                 |
| ----------------------- |
| Grandslamtoernooi       |
| Olympische Spelen       |
| Year-End Championships  |
| Premier Mandatory       |
| Premier Five / WTA 1000 |
| Premier / WTA 500       |
| International / WTA 250 |
| Challenger / WTA 125    |

### WTA-finaleplaatsen enkelspel
| nr.              | finale     | toernooi    | ondergrond | tegenstandster     | score         |         |
| ---------------- | ---------- | ----------- | ---------- | ------------------ | ------------- | ------- |
| gewonnen finales |            |             |            |                    |               |         |
| 1.               | 2024-03-31 | WTA Antalya | gravel     | Irina-Camelia Begu | 6-2, 4-6, 6-2 | details |
| verloren finales |            |             |            |                    |               |         |
| geen             |            |             |            |                    |               |         |

### Gewonnen ITF-toernooien enkelspel
| nr. | finale     | toernooi       | dotatie  | ondergrond    | tegenstandster in finale | score          |
| --- | ---------- | -------------- | -------- | ------------- | ------------------------ | -------------- |
| 01. | 2021-01-10 | Caïro          | $ 15.000 | gravel        | Chantal Škamlová         | 7-5, 4-6, 6-4  |
| 02. | 2021-01-17 | Caïro          | $ 15.000 | gravel        | Anastasia Nefedova       | 6-0, 6-0       |
| 03. | 2021-06-12 | Iraklion       | $ 15.000 | gravel        | María Portillo Ramírez   | 6-3, 6-0       |
| 04. | 2022-02-13 | Villena        | $ 15.000 | hardcourt     | Ashley Lahey             | 6-2, 6-1       |
| 05. | 2022-03-27 | Palmanova      | $ 15.000 | gravel        | Yvonne Cavallé Reimers   | 6-4, 6-1       |
| 06. | 2022-07-17 | Aschaffenburg  | $ 25.000 | gravel        | Katharina Hobgarski      | 6-1, 6-2       |
| 07. | 2022-10-09 | Šibenik        | $ 25.000 | gravel        | Leyre Romero Gormaz      | 6-3, 6-3       |
| 08. | 2022-10-16 | Quinta do Lago | $ 25.000 | hardcourt     | Tara Würth               | 7-5, 5-4, opg. |
| 09. | 2023-07-16 | Rome           | $ 60.000 | gravel        | Raluca Șerban            | 6-2, 6-4       |
| 10. | 2024-01-28 | Porto          | $ 75.000 | hardcourt (i) | Maja Chwalińska          | 3-6, 6-0, 6-4  |
| 11. | 2024-02-18 | Morelia        | $ 50.000 | hardcourt     | Hailey Baptiste          | 6-7, 6-1, 7-6  |